# Demetrio Pianelli
Demetrio Pianelli è un romanzo di Emilio De Marchi edito in volume  nel 1890. Originariamente era stato pubblicato in 63 puntate in appendice al periodico "L'Italia" (dal 20-21 settembre 1888 al 24-25 novembre dello stesso anno) con il titolo La bella pigotta. Ritratti e costumi della vita milanese .  

## Trama

### Parte prima. Lord Cosmetico
Cesarino Pianelli, detto Lord Cosmetico per l'eleganza e la bellezza, è un quasi quarantenne sposato con la bellissima Beatrice e con tre figli, la dodicenne Arabella e due maschi più piccoli, Mario e Naldo.
Cesarino gestisce il circolo Monsù Travet, al quale sottrae duemila lire per pagare debiti di gioco. Per non essere scoperto prende mille lire alla posta, dove lavora come cassiere, approfittando dell'assenza dell'altro cassiere Martini, partito per assistere la moglie morente. Al rientro di Martini, Cesarino viene scoperto: cerca disperatamente di trovare il denaro per restituirlo ma nessuno lo aiuta, né il ricco Melchisedecco Pardi, proprietario di una fabbrica di nastri di seta, con cui è molto amico, né il suocero, che deve ancora versargli una parte della dote. Cesarino viene denunciato e si toglie la vita impiccandosi nel solaio della casa. Alla famiglia viene fatto credere che è morto per un malore. A Milano in quei giorni si festeggia il Carnevale, e Beatrice è tra le donne più ammirate alle feste.
Cesarino lascia una lettera per il fratello Demetrio, in cui gli chiede di occuparsi della famiglia e di riparare il debito di mille lire. Demetrio è figlio dello stesso padre di Cesarino, ma hanno avuto madri diverse. Demetrio è più anziano di oltre dieci anni e i due fratelli hanno avuto un'educazione assai diversa, rozza quella di Demetrio, raffinata per Cesarino. Demetrio è uno scapolo non bello con abitudini da contadino, vive con uno stipendio da impiegato del Demanio di mille e quattrocento lire annue. Da anni tra Demetrio e Cesarino erano cessati i rapporti, e Cesarino parlava del fratello come di una persona avara e bigotta.

### Parte seconda. Le tribolazioni di un pover'uomo
Demetrio accetta di farsi carico della famiglia del fratello, scoprendo che è pieno di debiti. Il suocero, Isidoro Chiesa, non è in grado di versare ciò che resta della dote, perché ha perduto i suoi averi ed è impegnato in un grosso processo contro l'ospedale di Melegnano, nel quale sono in ballo ottantamila lire ma di cui non si vede la fine. Anzi, il Chiesa vorrebbe che Demetrio gli versasse settecento lire promesse tempo prima da Cesarino.
Demetrio, anche su consiglio del suo capo cavaliere Balzalotti, per un po' non si fa più vedere in casa della cognata, ridotta quasi alla fame. Una domenica, però, Arabella, che ha intuito dai discorsi dei vicini che Cesarino è morto suicida, si presenta a casa dello zio e lo supplica di aiutare lei e la famiglia. Demetrio non sa resistere e le regala del denaro. Demetrio si impone su Beatrice, e comincia a vendere mobili e altri oggetti per fronteggiare i debiti. Ottiene anche l'aiuto di Paolino, un cugino benestante che ha ospitato per alcuni giorni Beatrice dopo la morte di Cesarino. Paolino presta i soldi per restituire le mille lire al Martini che, a causa della sua negligenza nella gestione della cassa, ha dovuto risarcire il danno e verrà trasferito in Sardegna. Demetrio va a consegnare il denaro con Arabella, che è ormai al corrente di tutta la vicenda.

### Parte terza. Paolino delle Cascine
Paolino è un ricco agricoltore che abita fuori Milano, in una località detta Le Cascine. Rimasto colpito da Beatrice, pensa di sposarla: chiede a Demetrio di preparargli il terreno e continua a dargli sostegno economico. 
Dopo Pasqua, Arabella fa la prima comunione. Demetrio trascorre una domenica serena con lei, Beatrice e i due maschietti, e per la prima volta riesce a pensare a Beatrice come ad una donna desiderabile. 
Beatrice, nascondendolo a Demetrio e con l'aiuto della moglie del Pardi, Palmira, che si sente un po' colpevole per avere impedito al marito di aiutare Cesarino, e del Balzalotti, cerca di mandare avanti il processo del padre. Quando si reca dal Balzalotti per chiedergli consigli, questi sostiene che per lui la causa è persa, poi cerca di corteggiare Beatrice e prima che lei se ne vada la obbliga ad accettare un braccialetto.
Demetrio comincia ad affezionarsi a Beatrice: gli costa molta fatica portarle una lettera di Paolino con la proposta di matrimonio. Durante l'incontro, Beatrice gli confessa la storia col Balzalotti, a cui chiede a Demetrio di restituire il braccialetto. Demetrio se ne va furioso col Balzalotti, da cui si sente ingannato, poi si accorge di avere perso la lettera di Paolino, che la rabbia gli aveva fatto dimenticare.

### Parte quarta. Dalla sonnambula
Paolino, spazientito per la mancanza di notizie da Demetrio, si reca a Milano da una veggente, una sonnambula che predice il futuro, portandole una ciocca di capelli di Beatrice, rinvenuta alle Cascine. La maga gli assicura che entro agosto sarà felice. 
Demetrio ha perso la lettera in casa di Beatrice, che l'ha trovata e letta. Dice a Demetrio che ci penserà, ma le pare una buona proposta. Demetrio è triste, vede svanire le illusioni che si stava facendo nei confronti della cognata. Restituisce il braccialetto al Balzalotti, ma finiscono per litigare: viene sospeso dal lavoro per due mesi, poi sarà trasferito a Grosseto. Nel frattempo, per sopravvivere, è costretto a vendere un vecchio orologio, ricordo del padre.
Qualche giorno dopo, quando è ormai fine maggio, Demetrio va a trovare Beatrice, trova da lei anche Paolino e così scopre che tutto è combinato per il matrimonio, che si celebrerà il ventiquattro di agosto, e che la famiglia, col denaro di Paolino, è tornata a vivere nel lusso.
Un giovane vicino di casa dei Pianelli, Ferruccio, parte per studiare in seminario: Arabella, che ne era segretamente innamorata, scoppia in lacrime tra le braccia di Demetrio, l'unico nel quale ha sentito di poter cercare consolazione. 

### Parte quinta. Alle Cascine
Demetrio, non avendo detto nulla del futuro trasferimento, resta solo a Milano in compagnia di Giovedì, il cane dei Pianelli che all'inizio detestava, mentre alle Cascine si prepara il matrimonio. Paolino, insospettito dal suo strano comportamento, lo va a cercare in ufficio, e qui un collega gli racconta la storia del litigio col Balzalotti, a cui molti hanno assistito. Paolino rimane sorpreso e pensa di avere un rivale in Demetrio. 
Beatrice, temendo che Paolino voglia annullare il matrimonio, va a trovare Demetrio: lo trova pronto a partire e gli chiede di scrivere a Paolino per chiarire la situazione, ma si rende conto che anche Demetrio è innamorato di lei e rimane vivamente colpita. 
Il matrimonio viene rinviato a causa di un articolo di legge. Palmira Pardi, ignara del rinvio, finge di essere stata invitata per trascorrere una notte fuori casa con l'amante, un cantante su cui il marito nutre sospetti. Ma Melchisedecco, gelosissimo, scopre l'inganno e uccide la moglie quando questa rientra a casa.
Demetrio parte, portando con sé Giovedì. Arabella ha saputo del trasferimento e si fa accompagnare alla stazione da un vicino di Demetrio per salutarlo, portandogli una lettera con un ritratto di Beatrice. Demetrio, nonostante la partenza, non è triste, perché gli pare che qualcosa di dolce sia entrato nella sua vita.

### Parte sesta. Gli altri
A Milano si parla molto dell'omicidio Pardi. Beatrice, sentendosi un po' in colpa, passa alcuni giorni debilitata. Arriva l'inverno. Paolino è rassicurato dalle lettere di Demetrio, che racconta di trovarsi bene a Grosseto.
Poi giunge finalmente il giorno delle nozze. Nella festa generale solo Arabella, che pensa a chi è morto e a chi è lontano, e riempie l'avvenire con le ombre del passato, è un po' malinconica.

## Trasposizione televisiva
Nel 1963, sul primo dei due soli canali televisivi allora disponibili in Italia, venne trasmessa in prima visione la miniserie televisiva omonima, che costituisce la trasposizione filmica del romanzo, composta da quattro puntate.